# Saxifraga fontqueri
Saxifraga fontqueri är en stenbräckeväxtart som beskrevs av Carlos Pau. Saxifraga fontqueri ingår i Bräckesläktet som ingår i familjen stenbräckeväxter. Inga underarter finns listade i Catalogue of Life.